# Квадратичная форма
Квадратичная форма — функция на векторном пространстве, задаваемая однородным многочленом второй степени от координат вектора.

## Определение
Пусть {\displaystyle L} есть векторное пространство над полем {\displaystyle K} и {\displaystyle e_{1},e_{2},\dots ,e_{n}} — базис в {\displaystyle L}.
Функция {\displaystyle Q:L\to K} называется квадратичной формой, если её можно представить в виде 
{\displaystyle Q(x)=\sum _{i,j=1}^{n}a_{ij}x_{i}x_{j},}
где {\displaystyle x=x_{1}e_{1}+x_{2}e_{2}+\cdots +x_{n}e_{n}}, а {\displaystyle a_{ij}} — некоторые элементы поля {\displaystyle K}.

## Связанные определения и свойства
- Матрицу {\displaystyle A=(a_{ij})} называют матрицей квадратичной формы {\displaystyle Q(x)} в данном базисе. В случае, если характеристика поля {\displaystyle K} не равна 2, можно считать, что матрица квадратичной формы симметрична, то есть {\displaystyle a_{ij}=a_{ji}}. Так, например, квадратичную форму от двух переменных обычно записывают в виде

{\displaystyle Q(x_{1},x_{2})=a_{11}x_{1}^{2}+2a_{12}x_{1}x_{2}+a_{22}x_{2}^{2}}.
- При замене базиса (т.е. невырожденной линейной замене переменных {\displaystyle x_{1},\ldots ,x_{n}}) с матрицей замены {\displaystyle C} матрица квадратичной формы изменяется по формуле

{\displaystyle A'=C^{T}A\,C,}
где {\displaystyle A'} — матрица квадратичной формы в новом базисе.
- Из формулы {\displaystyle A'=C^{T}A\,C} следует, что определитель матрицы квадратичной формы не является её инвариантом (т.е. не сохраняется при замене базиса, в отличие, например, от матрицы линейного отображения), но её ранг — является. Таким образом, определено понятие ранга квадратичной формы.
- Если матрица квадратичной формы имеет полный ранг {\displaystyle n}, то квадратичную форму называют невырожденной, в противном случае — вырожденной.
- Для любой квадратичной формы {\displaystyle Q} существует единственная симметричная билинейная форма {\displaystyle B} такая, что {\displaystyle Q(x)=B(x,x)}. Билинейную форму {\displaystyle B} называют полярной к {\displaystyle Q}, если она может быть вычислена по формуле

{\displaystyle B(x,y)={\frac {1}{2}}\,(Q(x+y)-Q(x)-Q(y)).}
- Матрица квадратичной формы в произвольном базисе совпадает с матрицей полярной ей билинейной формы в том же базисе.

## Знакоопределённые и знакопеременные формы
В случае, когда {\displaystyle K=\mathbb {R} } (поле вещественных чисел), важную роль, в том числе для различных приложений, играют понятия положительно и отрицательно определённой квадратичной формы. 
- Квадратичная форма {\displaystyle Q} называется положительно (отрицательно) определённой, если для любого {\displaystyle x\neq 0} выполнено неравенство {\displaystyle Q(x)>0} {\displaystyle (Q(x)<0)}. Положительно определённые и отрицательно определённые формы называются знакоопределёнными.
- Квадратичная форма {\displaystyle Q(x)} называется знакопеременной (индефинитной), если она принимает как положительные, так и отрицательные значения.
- Квадратичная форма {\displaystyle Q(x)} называется положительно (отрицательно) полуопределенной, если {\displaystyle Q(x)\geq 0} {\displaystyle (Q(x)\leq 0)} для любого {\displaystyle x\in L} и существует {\displaystyle x\neq 0} такой, что {\displaystyle Q(x)=\ 0}.

Для решения вопроса о том, является ли данная квадратичная форма положительно (отрицательно) определённой, используется критерий Сильвестра:
- Квадратичная форма является положительно определенной тогда и только тогда, когда все угловые миноры её матрицы строго положительны.
- Квадратичная форма является отрицательно определенной тогда и только тогда, когда знаки всех угловых миноров её матрицы чередуются, причём минор порядка 1 отрицателен.

Билинейная форма, полярная положительно определённой квадратичной форме, удовлетворяет всем аксиомам скалярного произведения.

## Канонический вид

### Вещественный случай
В случае, когда {\displaystyle K=\mathbb {R} } (поле вещественных чисел), для любой квадратичной формы существует базис, в котором её матрица диагональна, а сама форма имеет канонический вид, то есть содержит только квадраты переменных:
{\displaystyle Q(x)=a_{1}x_{1}^{2}+\cdots +a_{p}x_{p}^{2}-a_{p+1}x_{p+1}^{2}-\cdots -a_{p+q}x_{p+q}^{2},\quad \ 0\leq p,q\leq r,\quad p+q=r,\qquad (*)}
где {\displaystyle r} — ранг квадратичной формы. В этом случае коэффициенты {\displaystyle a_{i}} называются каноническими коэффициентами. В случае невырожденной квадратичной формы {\displaystyle p+q=n}, а в случае вырожденной — {\displaystyle p+q<n}.
Существует также нормальный вид квадратичной формы:{\displaystyle Q_{n}(x)=x_{1}^{2}+\cdots +x_{p}^{2}-x_{p+1}^{2}-\cdots -x_{p+q}^{2},\quad \ 0\leq p,q\leq r,\quad p+q=r,\qquad (*)}.
Для приведения квадратичной формы к каноническому виду обычно используются метод Лагранжа или ортогональные преобразования базиса, причём привести данную квадратичную форму к каноническому виду можно не одним, а многими способами.
Число {\displaystyle q} (отрицательных членов) называется индексом инерции данной квадратичной формы, а число {\displaystyle p-q} (разность между числом положительных и отрицательных членов) называется сигнатурой квадратичной формы. Отметим, что иногда сигнатурой квадратичной формы называют пару {\displaystyle (p,q)}. Числа {\displaystyle p,q,p-q} являются инвариантами квадратичной формы, то есть не зависят от способа её приведения к каноническому виду (закон инерции Сильвестра).

### Комплексный случай
В случае, когда {\displaystyle K=\mathbb {C} } (поле комплексных чисел), для любой квадратичной формы существует базис, в котором форма имеет канонический вид
{\displaystyle Q(x)=x_{1}^{2}+\cdots +x_{r}^{2},\qquad (**)}
где {\displaystyle r} — ранг квадратичной формы. Таким образом, в комплексном случае (в отличие от вещественного) квадратичная форма имеет один-единственный инвариант — ранг, и все невырожденные формы имеют один и тот же канонический вид (сумма квадратов).

## Примеры
- Скалярное произведение векторов {\displaystyle (x,y)} — симметричная билинейная функция. Соответствующая квадратичная форма {\displaystyle Q(x)=(x,x)} является положительно определённой, она сопоставляет вектору {\displaystyle x} квадрат его длины.
- Квадратичная форма {\displaystyle Q(x)=x_{1}x_{2}} на плоскости (вектор {\displaystyle x} имеет две координаты: {\displaystyle x_{1}} и {\displaystyle x_{2}}) является знакопеременной, она приводится к каноническому виду {\displaystyle x_{1}'^{2}-x_{2}'^{2}} с помощью линейной замены {\displaystyle x_{1}=x_{1}'+x_{2}',\ x_{2}=x_{1}'-x_{2}'}.